# Codifica di sorgente
In elettronica e telecomunicazioni con il termine codifica di sorgente si indica l'insieme delle tecniche di elaborazione digitale dell'informazione volte alla compressione dell'informazione audio, video e dati digitali di una sorgente informativa che le genera, prima della memorizzazione su supporto di memorizzazione permettendo un risparmio sullo spazio di memorizzazione oppure prima di una trasmissione digitale consentendo una liberazione di banda necessaria su canale trasmissivo a parità di velocità di trasmissione. 
Nelle telecomunicazioni la codifica di sorgente, assieme alla codifica di canale, rappresenta dunque uno dei vantaggi delle trasmissioni digitali rispetto a quelle analogiche essendo una prerogativa della rappresentazione in formato digitale dell'informazione.

## Descrizione

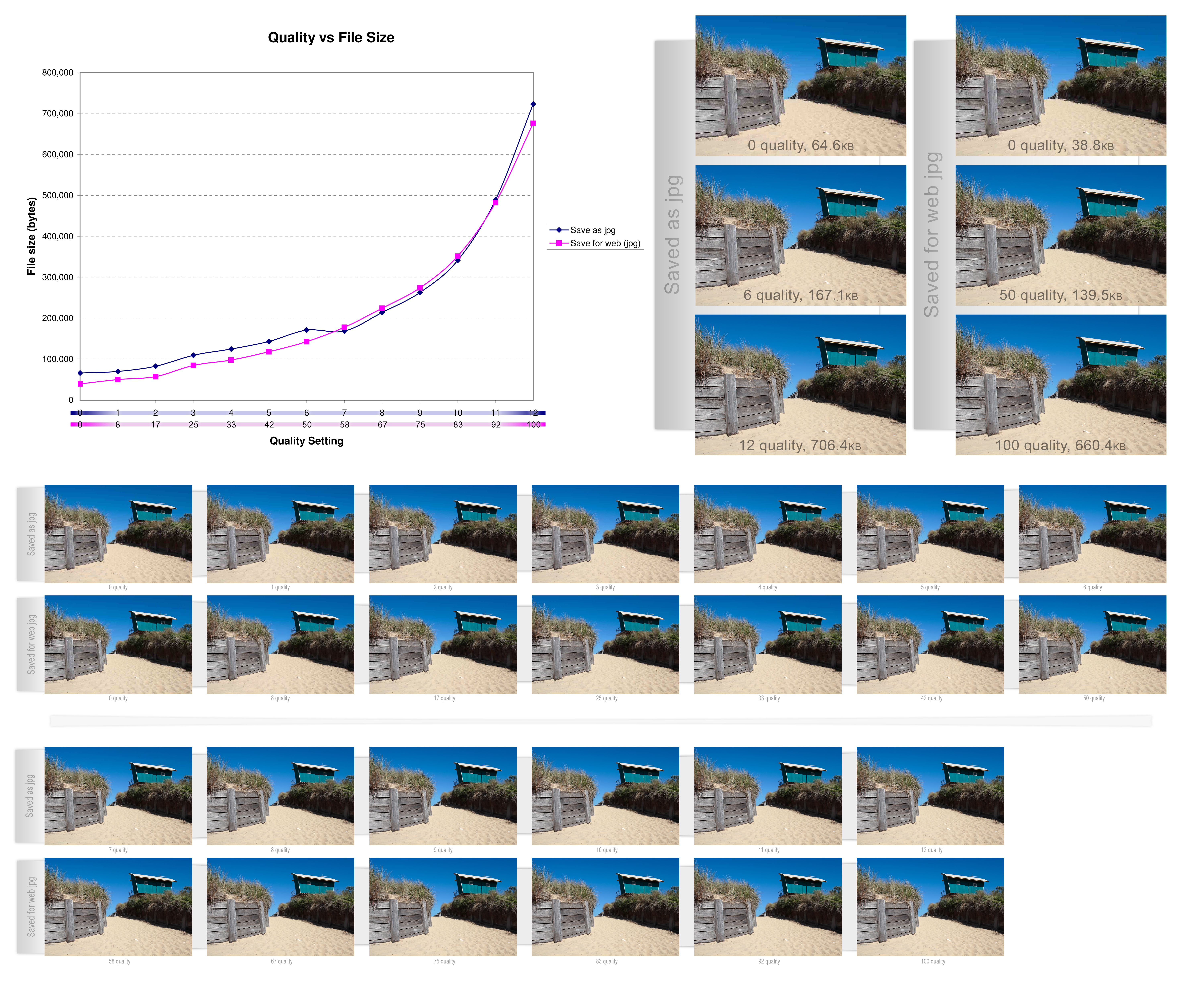
Grafico che mostra il variare della dimensione del file a seconda della qualità del jpg.

In ogni caso le operazioni di compressione sono reversibili tramite l'operazione inversa di decodifica di sorgente. Il dispositivo che attua tali procedure è detto Codec. Queste tecniche sono quindi una parte essenziale delle procedure proprie delle trasmissioni numeriche o digitali assieme alla codifica di canale e alla modulazione numerica. In particolare sono proprio queste tecniche che in molti casi hanno permesso l'affermarsi e la diffusione dei contenuti multimediali e la loro trasmissione nelle attuali reti di telecomunicazioni laddove in loro assenza le capacità di banda richieste o quelle di memorizzazione sarebbero state enormemente superiori al punto da saturare in breve tempo la rete e i supporti di memoria oppure al punto da richiedere tempi di servizio troppo lunghi.

### Tipi di compressione
- Compressione dei dati
  - Compressione dati lossy
  - Compressione dati lossless
- Compressione dell'immagine
- Compressione audio digitale
- Compressione video digitale
- Compressione multimediale
- Compressione della banda
- ZIP
- RAR
- MP3
- JPEG
- MPEG